# Check!
『Check!』（チェック）は、宮崎放送（MRTテレビ）で平日夕方に放送されているローカルワイドニュース番組である。MRTのローカルワイドニュース番組としては5代目にあたる。平日9時30分から（後に9時55分から）放送していた『おくさま9:30』から『あさトク!』まで放送していた情報番組枠を本番組の17時台に移行し、情報番組としての役割も果たしている。

## 放送時間
いずれもJST。
- 第1部：月曜 - 金曜 16:50 - 17:50
- 第2部：月曜 - 金曜 18:15 - 18:55

## 出演者
特記のない人物は出演当時を含めMRTアナウンサー（後述の野田を除く）。

### メインキャスター
- 川野武文
- 加藤沙知
- 粉川真一
- 川島恵
- 古屋敷沙耶
- 藤島由芽
- 古田とわ
- 中野義大

### リポーター
- 山崎直人
- 中西可奈
- 黒木梨澄
- 高橋美苑
- 柳田みより
- 竹之内雄太

### スポーツキャスター
- 長瀬真希
- 上室夏鈴

### お天気キャスター
- 野田俊一郎（気象予報士）